# Mikołaj Przedbór Koniecpolski
 Mikołaj Przedbór Koniecpolski herbu Pobóg, (ur. ? – zm. przed 1587 rokiem) – kasztelan rozpierski (1578), poseł na sejm. Był synem Stanisława Koniecpolskiego – starosty przemyskiego i Katarzyny z Heltów, zm. po 1531 r. mieszczki poznańskiej, kalwinista.
Mikołaj Przedbór założył starszą linię rodu Koniecpolskich zwaną kasztelańską, a młodszą hetmańską jego brat.
Studiował w Lipsku w 1527 roku. Poseł województwa sandomierskiego na sejm 1553 roku i 1569, podpisał akt unii lubelskiej, poseł województwa krakowskiego na sejm warszawski 1563/1564 roku. Poseł na sejm koronacyjny 1574 roku z województwa sandomierskiego.
Był dziedzicem  wraz z bratem Stanisławem na Koniecpolu i pozyskał dokument z 11 lutego 1557 roku, który  nadawał ludności miasta pewne prawa i swobody obywatelskie, narzucając zarazem obowiązki względem dziedziców,  a w 1559 roku uzyskał od króla przywileje dla swojego miasta – pobór mostowego za przejazd przez Pilicę oraz prawo do czterech jarmarków rocznie i cotygodniowych targów.
Ożenił się z Anną Zaklika z Czyżowa (zm. 1583), córką Hieronima Zakliki z Czyżowa. Mieli pięcioro dzieci:
- córkę Katarzynę Koniecpolską (zm. 1583)

oraz czterech synów:
- Andrzej Koniecpolski – kasztelan połaniecki, budowniczy zamku w m. Przecław, mąż Anny Ligęzy z Bóbrka Koniecpolskiej (zm. 1584),
- Jan Koniecpolski – sędzia ziemski lubelski, właściciel (ok. 1651 roku) Teratyna,
- Mikołaj  Koniecpolski (zm. po 1590 r.) ożeniony z Zofią Przeremską,
- Adam Koniecpolski – wojewoda sieradzki.

Jego wnukiem był Zygmunt Stefan Koniecpolski – starosta będziński, pisarz.
Grób żony Anny i córki Katarzyny oraz synowej Anny z Ligęzów, znajduje się w kościele w mieście Przecław w powiecie mieleckim.